# Vega de Tirados (kommunhuvudort)
Vega de Tirados är en kommunhuvudort i Spanien. Den ligger i provinsen Provincia de Salamanca och regionen Kastilien och Leon, i den centrala delen av landet, 190 km väster om huvudstaden Madrid. Vega de Tirados ligger 785 meter över havet och antalet invånare är 286.
Terrängen runt Vega de Tirados är platt. Runt Vega de Tirados är det glesbefolkat, med 10 invånare per kvadratkilometer. Närmaste större samhälle är Salamanca, 19,7 km öster om Vega de Tirados. Trakten runt Vega de Tirados består till största delen av jordbruksmark.